# The Drifters' Greatest Hits
The Drifters' Greatest Hits è un album discografico di raccolta del gruppo vocale statunitense The Drifters, pubblicato dalla casa discografica Atlantic Records nel settembre del 1960.

## Tracce
Lato A
1. There Goes My Baby – 2:11 (Benjamin Nelson, Lover Patterson, George Treadwell) – Registrato il 6 marzo 1959 a New York
2. Dance with Me – 2:21 (Irving Nahan, George Treadwell, Lewis Lebish) – Registrato il 9 luglio 1959 a New York
3. Baltimore – 2:10 (Lewis Lebish, Lover Patterson, Walter Coleman) – Registrato il 6 marzo 1959 a New York
4. Sadie My Lady – 2:25 (Jan Rudy) – Registrato il 21 giugno 1956 a New York
5. Honky Tonky – 2:28 (Otis Blackwell, Audrick Gladstone) – Registrato il 21 giugno 1956 a New York
6. Lonely Winds – 2:45 (Doc Pomus, Morty Shuman) – Registrato il 23 dicembre 1959 a New York

Lato B
1. This Magic Moment – 2:28 (Doc Pomus, Morty Shuman) – Registrato il 23 dicembre 1959 a New York
2. Hey Señorita – 2:34 (Lover Patterson, George Treadwell) – Registrato il 6 marzo 1959 a New York
3. Oh My Love – 2:20 (Lover Patterson, Lewis Lebish) – Registrato il 6 marzo 1959 a New York
4. Suddenly There's a Valley – 2:25 (Biff Jones, Chuck Meyer) – Registrato il 28 aprile 1958 a New York
5. Souvenirs – 2:29 (Chuck Willis) – Registrato il 16 aprile 1957 a New York
6. (If You Cry) True Love, True Love – 2:17 (Doc Pomus, Morty Shuman) – Registrato il 9 luglio 1959 a New York

## Musicisti
There Goes My Baby / Baltimore / Hey Señorita / Oh My Love
- Earl Nelson - voce tenore solista
- Charlie Thomas - voce tenore
- Doc Green - voce baritono
- Eisbeary Hobbs - voce basso
- Reggie Kimber - chitarra

Dance with Me / (If You Cry) True Love, True Love
- Ben E. King - voce tenore solista (brano: Dance with Me)
- Johnny Williams - voce tenore solista (brano: (If You Cry) True Love, True Love)
- Charlie Thomas - voce tenore
- Doc Green - voce baritono
- Eisbeary Hobbs - voce basso
- Billy Davis - chitarra

Sadie My Lady / Honky Tonky
- Johnny Moore - voce tenore solista
- Gerhart Thrasher - voce tenore
- Andrew Thrasher - voce baritono
- Bill Pinkney - voce basso
- Jimmy Oliver - chitarra
- Sconosciuto - sassofono tenore
- Sconosciuto - pianoforte
- Sconosciuto - contrabbasso
- Sconosciuto - batteria

Lonely Winds / This Magic Moment
- Earl Nelson - voce tenore solista
- Charlie Thomas - voce tenore
- Johnny Williams - voce tenore
- Doc Green - voce baritono
- Eisbeary Hobbs - voce basso
- Billy Davis - chitarra

Suddenly There's a Valley
- Bobby Hendricks - voce tenore solista
- Gerhart Thrasher - voce tenore
- Jimmy Millender - voce baritono
- Tommy Evans - voce basso
- Jimmy Oliver - chitarra
- Altro personale non accreditato

Souvenirs
- Johnny Moore - voce teore solista
- Gerhart Thrasher - voce tenore
- Charlie Hughes - voce baritono
- Tommy Evans - voce basso
- Jimmy Oliver - chitarra
- Sconosciuto - sassofono tenore
- Sconosciuto - pianoforte
- Sconosciuto - contrabbasso
- Sconosciuto - batteria[3]

Note aggiuntive
- Jerry Leiber e Mike Stoller - produttori, supervisori
- Garrett/Howard - fotografia copertina album[4]

## Singoli dell'album in classifica
| Data    | Titolo del brano                  | Posizione classifica Hot 100 | Posizione classifica R&B |
| ------- | --------------------------------- | ---------------------------- | ------------------------ |
| 06/1959 | There Goes My Baby                | 2                            | 1                        |
| 10/1959 | Dance with Me                     | 15                           | 2                        |
| 11/1959 | (If You Cry) True Love, True Love | 33                           | 5                        |
| 02/1960 | This Magic Moment                 | 16                           | 4                        |
| 05/1960 | Lonely Winds                      | 54                           | 9                        |